# Szabadszállás
Szabadszállás [sabadsáláš] (srbsky Сабадсалаш, Sabadsalaš, ukrajinsky Сабадсаллаш, Sabadsallaš) je město v Maďarsku, nacházející se na severu župy Bács-Kiskun, spadající pod okres Kunszentmiklós. Nachází se asi 31 km západně od Kécskemétu. V roce 2015 zde žilo 6 148 obyvatel. Dle údajů z roku 2011 zde bylo 88,3 % maďarské, 2,6 % romské a 0,3 % německé národnosti.
Poblíže města se nachází národní park Kiskunsági Nemzeti Park. Jsou zde rozsáhlé mokřady a jezero Zab-szék.
Nejbližšími městy jsou Dunavecse, Izsák, Kerekegyháza, Kunszentmiklós a Solt. Poblíže jsou též obce Ágasegyháza, Dunatetétlen, Fülöpháza, Fülöpszállás, Soltszentimre, Szalkszentmárton a Újsolt.